# Performativer Widerspruch
Als performativer Widerspruch wird ein Sprechakt bezeichnet, dessen Performanz, also das Verhalten des Sprechers, im Widerspruch zu seinem semantischen Gehalt, seiner Behauptung, steht. Ein Beispiel: Jemand sagt: „Ich schweige gerade.“ In Abgrenzung zu einer Kontradiktion, also einer zu sich selbst widersprüchlichen Aussage oder einem zu sich selbst widersprüchlichen Begriff, besteht hier der Widerspruch zwischen dem Inhalt der Aussage und den Umständen der Äußerung der Aussage durch einen bestimmten Sprecher. Während im logischen Widerspruch eine Aussage inhaltlich ihre Negation zu behaupten scheint, widerspricht im performativen Widerspruch die Äußerung als Handlung (s. Pragmatik (Linguistik)) ihrem eigenen Inhalt.

## Beispiele
„Kommen Sie dieser Aufforderung nicht nach!“ Wenn sich „diese Aufforderung“ auf denselben Sprechakt bezieht, in dem sie vollzogen wird, kann man ihr nicht nachkommen, ohne gegen ebendiese Aufforderung zu verstoßen.
„Ich habe keinen Körper!“ – „Die Verneinung der Äußerung ‚Ich habe einen Körper‘ ist […] ein performativer Widerspruch. Denn bereits zum Vollzug dieser Äußerung brauche ich den Kehlkopf.“
„Ich existiere nicht!“ – „Wenn ich denke, dass ich nicht existiere, so denke ich etwas, was im Widerspruch zu dem steht, was ich unterstellen muss. Dies ist kein logischer Widerspruch, denn der Gedanke ‚Ich existiere nicht‘ ist nicht in sich widersprüchlich. Vielmehr steht er im Widerspruch zu einer anderen Aussage, nämlich der Aussage ‚Ich existiere‘ und die Wahrheit dieser Aussage muss ich unterstellen, wenn ich denke ‚Ich existiere nicht‘. Man nennt dies auch einen ‚performativen Widerspruch‘, einen Widerspruch in der Handlung.“ Pfister führt den performativen Widerspruch ein als ein verunglücktes „transzendentales Argument“, bei dem gegenüber dem performativen Widerspruch die Bedingung der Möglichkeit einer Aussage plausibel gegeben ist. Als positives Beispiel nennt er „Cogito ergo sum“.
Aufsehen erregte Robert Gernhardts Gedicht Materialien zu einer Kritik der bekanntesten Gedichtform italienischen Ursprungs aus dem Jahr 1979, eine wütende Invektive gegen Sonette und ihre Verfasser, die aber selbst ein perfekt gebautes Sonett ist und damit einen performativen Widerspruch darstellt.

## Einordnung
Die Idee eines von logischem Widerspruch unterscheidbaren performativen Widerspruchs stammt aus der Philosophie des 20. Jahrhunderts. Im deutschen Sprachraum wurde er in der Transzendentalpragmatik von Karl-Otto Apel bekannt: Apel rechtfertigt sein Programm einer Letztbegründung damit, dass es einen performativen Widerspruch darstellt, die (transzendentalpragmatischen) Voraussetzungen der Argumentation selbst argumentativ zu bestreiten. Dabei bezog er sich auf Jaakko Hintikkas Rekonstruktion des cartesischen Cogito-Argumentes, in der Hintikka dargelegt hatte, dass jede Äußerung des Satzes „Ich existiere nicht“ einen Äußernden voraussetzt (Präsupposition), was dem Inhalt der Behauptung widerspricht. Die Spannung zwischen dem Inhalt und seiner Voraussetzung bezeichnete Hintikka als „existential inconsistency“, deren Absurdität performativer Natur sei. Daraus entwickelt Apel verallgemeinernd den Begriff des performativen Widerspruchs.
Ein performativer Widerspruch als Widerspruch von Inhalt und implizierten Umständen steht somit klassifikatorisch zwischen einerseits den logischen Widersprüchen von Aussagen und andererseits den Widersprüchen in der Realität, den sogenannten „dialektischen“ oder realen Widersprüchen. Transzendentale Argumente und performative Widersprüche in einer eher trivialen Form – wie in den Beispielen – „spielen im Alltag und in anderen Wissenschaften […] so gut wie keine Rolle“, so die landläufige Meinung. In politischen und ethischen Diskursen dagegen sind Selbstbeschreibungen (Aussagen, Behauptungen) als „gut“, „vorbildlich“, „gemeinschaftsorientiert“, „demokratisch“ usw. sowie ihre Relation zum tatsächlichen Verhalten eines Handelnden ein Hauptthema der Auseinandersetzung; aber weder transzendentale Schlussfolgerungen noch Widersprüche sind in der Regel unmittelbar aus diesen Äußerungen abzuleiten, sondern benötigen empirische Daten, die von verschiedenen Standpunkten weiterhin verschieden interpretiert werden.
Die Behauptung bzw. das Aufzeigen eines performativen Widerspruchs ist ein zentrales Element von bestimmten Retorsionsargumenten (vgl. auch Tu quoque).